# Montcourt-Fromonville
Montcourt-Fromonville är en kommun i departementet Seine-et-Marne i regionen Île-de-France i norra Frankrike. Kommunen ligger i kantonen Nemours som tillhör arrondissementet Fontainebleau. År 2022 hade Montcourt-Fromonville 1 908 invånare.

## Befolkningsutveckling
Antalet invånare i kommunen Montcourt-Fromonville
| Referens: INSEE |